# بنیاد جیمز بیرد

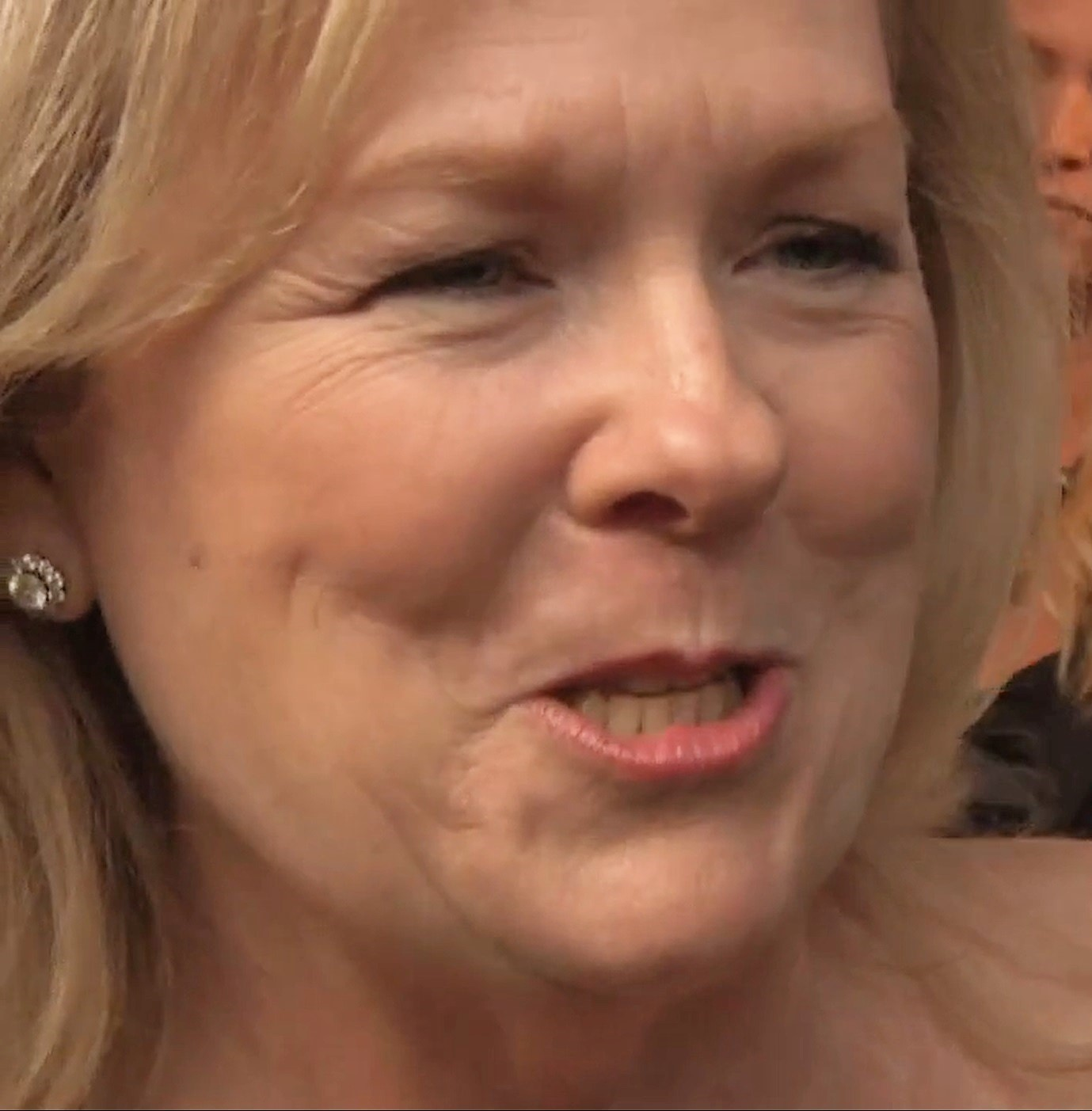
سوزان اونگارو، رئیس بنیاد جیمز بیرد، در مراسم اهدای جایزه بنیاد جیمز بیرد

بنیاد جیمز بیرد (انگلیسی: James Beard Foundation) یک سازمان ملی غیرانتفاعی هنرهای آشپزی مستقر در نیویورک است که به افتخار جیمز بیرد، سرآشپز، مدرس، مؤلف کتاب‌های آشپزی، که به عنوان «پیشکسوت آشپزی آمریکایی» نیز شناخته می‌شد، نامگذاری شده‌است. این سازمان طیف وسیعی از برنامه‌های مختلف همچون ترتیب دادن میهمانی‌های شام‌های با حضور و آشپزی یک سرآشپز نامدار و همچنین اهدای بورسیه‌های تحصیلی برای دانشجویان مشتاق آشپزی، برپایی کنفرانس‌های آموزشی، برنامۀ تربیت مدیران و راهبران زن و اعطای جوایز مختلف در حوزهٔ صنعت رستوران‌داری و آشپزی را شامل می‌شوند. با عنایت به دیدگاه و میراث جیمز بیرد، این بنیاد نه تنها برنامه‌هایی ترتیب می‌دهد که به آموزش مردم در مورد غذاهای آمریکایی کمک می‌کند، بلکه از سرآشپزها و دیگر متخصصان این صنعت حمایت می‌کند.